# Podróż zwana życiem
Podróż zwana życiem – album polskiego rapera i producenta muzycznego O.S.T.R.-a. Wydawnictwo ukazało się 23 lutego 2015 roku nakładem wytwórni muzycznej Asfalt Records w dystrybucji Warner Music Poland. Materiał został wyprodukowany przez grupę Killing Skills z wyjątkiem dwóch utworów których koproducentem był ScoleX. Oprawę graficzną albumu wykonał Grzegorz „Forin” Piwnicki.
Premierę płyty poprzedziły single: „Rise of the Sun” z gościnnym udziałem Cadillaca Dale'a i DJ-a Haema oraz „Podróż zwana życiem” i „Ja ty my wy oni” oba z Sachą Vee. Do pierwszego singla zrealizowano teledysk.
Album uzyskał status dwukrotnie platynowej płyty.

## Lista utworów
Opracowano na podstawie materiału źródłowego.
1. „Prolog” (produkcja: Killing Skills, ScoleX, gościnnie: Sacha Vee) – 5:13[A]
2. „Nowy dzień” (produkcja: Killing Skills) – 3:36
3. „Hybryd” (produkcja: Killing Skills) – 3:36
4. „Wampiry budzą się po 12.00” (produkcja: Killing Skills, gościnnie: Sacha Vee) – 4:34
5. „Pistolet do skroni” (produkcja: Killing Skills, gościnnie: Sacha Vee) – 3:53
6. „Podróż zwana życiem” (produkcja: Killing Skills, gościnnie: Sacha Vee) – 4:33
7. „Kraina karłów” (produkcja: Killing Skills, gościnnie: Cadillac Dale) – 4:27
8. „Rise of the Sun” (produkcja: Killing Skills, gościnnie: Cadillac Dale) – 4:19
9. „Post Scriptum” (produkcja: Killing Skills, gościnnie: Sacha Vee, gitara basowa: Jacek Fedkowicz) – 4:24[B]
10. „Grawitacja” (produkcja: Killing Skills) – 5:18
11. „Nie do rozwiązania” (produkcja: Killing Skills) – 3:39
12. „Ja ty my wy oni” (produkcja: Killing Skills, gościnnie: Sacha Vee) – 3:52
13. „Keep Stabbing” (produkcja: Killing Skills, ScoleX, gościnnie: Sacha Vee) – 3:45
14. „Gdybym tylko chciał” (produkcja: Killing Skills) – 3:32
15. „Fizyka umysłu” (produkcja: Killing Skills) – 3:54
16. „Kilka zdań o...” (produkcja: Killing Skills, gościnnie: Sacha Vee) – 4:47
17. „Lubię być sam” (produkcja: Killing Skills) – 5:59

Notatki
- A^ Z wykorzystaniem sampli pochodzących z piosenki „Heaven and Hell Is on Earth” w wykonaniu 20th Century Steel Band[13].
- B^ Z wykorzystaniem sampli pochodzących z piosenki „L'Oiseau” w wykonaniu zespołu Alaina Goraguera[14].

## Nagrody i wyróżnienia
- „Najlepsze płyty roku 2015 – Polska” według Wyborczej / mediów Agory: 10. miejsce[15]